# ABC-Abwehrtruppe (Bundeswehr)

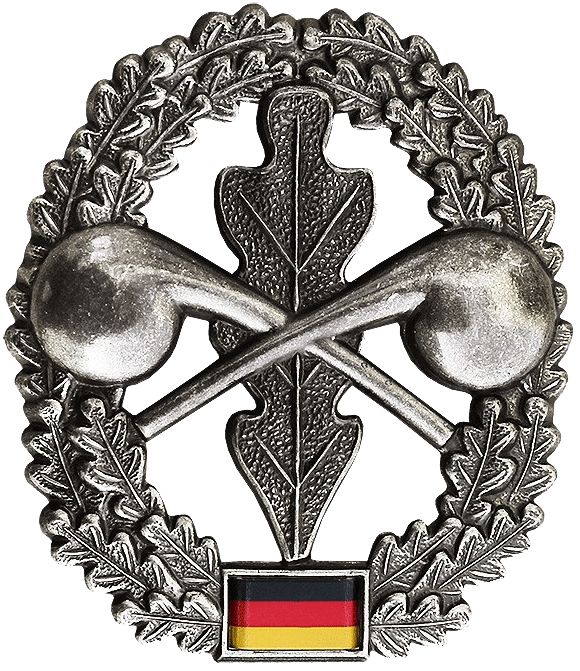
Barettabzeichen der ABC-Abwehr-Truppe der Bundeswehr

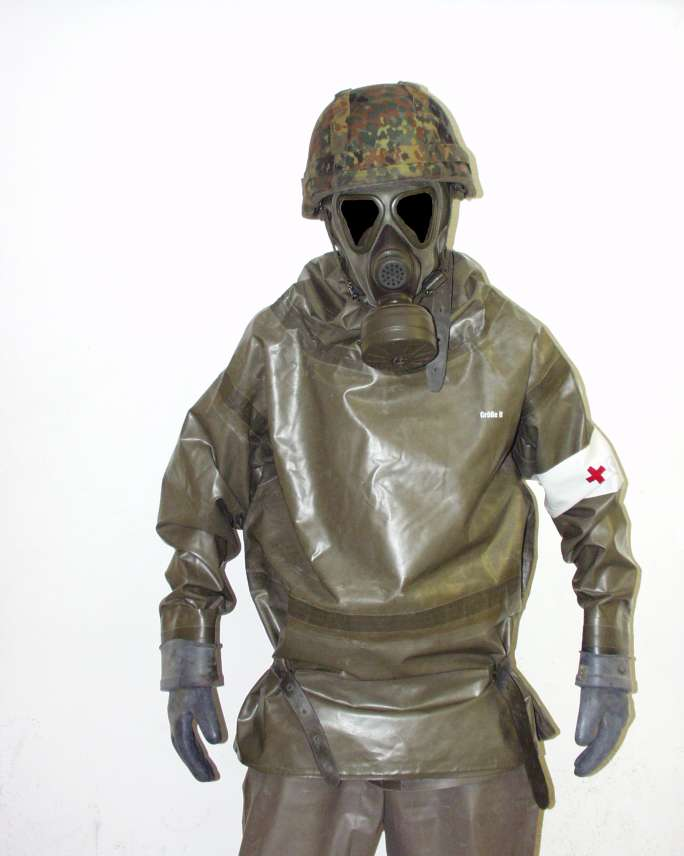
ABC-Sonderschutzbekleidung ZODIAK der Bundeswehr

Die ABC-Abwehrtruppe ist seit April 2013 eine Truppengattung in der Streitkräftebasis der Bundeswehr (zukünftig: Unterstützungsbereich). Im Rahmen der Neuausrichtung der Bundeswehr wurden alle ABC-Truppenteile des Heeres an die Streitkräftebasis abgegeben und dem neu aufgestellten ABC-Abwehrkommando der Bundeswehr unterstellt. Dieses ist eines von insgesamt vier Fähigkeitskommandos in der Streitkräftebasis. Hauptaufgabe ist die Reduzierung der Wirkung von ABC-Kampfmitteln auf eigene Truppen und Infrastruktur.

## Auftrag
Die ABC-Abwehrtruppe unterstützt alle anderen Truppengattungen bei den vorsorglichen Abwehrmaßnahmen gegen die Wirkungen atomarer, biologischer und chemischer Kampfmittel und vergleichbarer natürlicher und industrieller Gefahrenstoffe. Der ABC-Truppe sind dazu folgende Aufträge zugewiesen:
- ABC-Aufklärung und Auswertung

Die ABC-Abwehrtruppe klärt den Einsatz von ABC-Kampfmitteln auf. Sie analysiert die Wirkung von ABC-Kampfmitteln sowie das industrielle und natürliche ABC-Gefahrenpotential. Die ABC-Abwehrtruppe erstellt Prognosen und Beurteilungen zu Auswirkungen der ABC-Kampfmittel. Elektronische Spür-, Mess- und Nachweisverfahren ermitteln Art und Umfang der Gefährdung. Erkannte Kampf- und Gefahrstoffe werden mit labortechnischen Mitteln genauer analysiert.
- ABC-Beratung und Warnung

Die ABC-Abwehrtruppe berät die militärische und teilweise auch die zivile Führung in allen Fragen der ABC-Abwehr und weiteren Schutzaufgaben. Die ABC-Beratung leistet einen wichtigen Beitrag zur Planung und Führung von Einsätzen. Die Führung wird insbesondere bei den Entscheidungen über notwendige Maßnahmen zum Schutz der Truppe und für die Beseitigung der Gefährdung beraten. Zum Schutz der Zivilbevölkerung vor ABC-Waffen arbeitet die ABC-Abwehrtruppe eng mit dem zivilen Bevölkerungsschutz zusammen. Die ABC-Melde- und Warnorganisation informiert über ABC-Einflüsse und trifft Schutz- und Gegenmaßnahmen bei ABC-Gefahren.
- Dekontamination und Wasseraufbereitung

Die ABC-Abwehrtruppe dekontaminiert (Entseuchen, Entwesen, Entstrahlen, Entgiften) Personal und Material. Verschmutztes, kontaminiertes und salzhaltiges Wasser bereitet die ABC-Abwehrtruppe zur Trinkwasserqualität auf.
- Desinfektion und Gesundheitsvorsorge

Die ABC-Abwehrtruppe unterstützt durch Desinfektion die Infektions- und Seuchenprävention. Die ABC-Abwehrtruppe führt Hygienemaßnahmen durch und unterstützt damit die Gesundheitsvorsorge der Truppe besonders in zerstörter Infrastruktur und in Feldlagern.
- Schutzaufgaben und Ausbildung

Die ABC-Abwehrtruppe verfügt über besondere Fähigkeiten im Selbstschutz, Brandschutz, Umweltschutz und Strahlenschutz.
Die Ausbildung der ABC-Abwehrtruppe, aber auch von Führern und Ausbildern anderer Truppen in der ABC-Abwehr und im Selbstschutz in Zweitfunktion wird an der ABC- und Selbstschutzschule in Sonthofen in Lehrgängen durchgeführt.
Unter konventionellen Kampfbedingungen wird die ABC-Abwehrtruppe im rückwärtigen Raum für Sicherungs- und Pionieraufgaben herangezogen.

## Geschichte

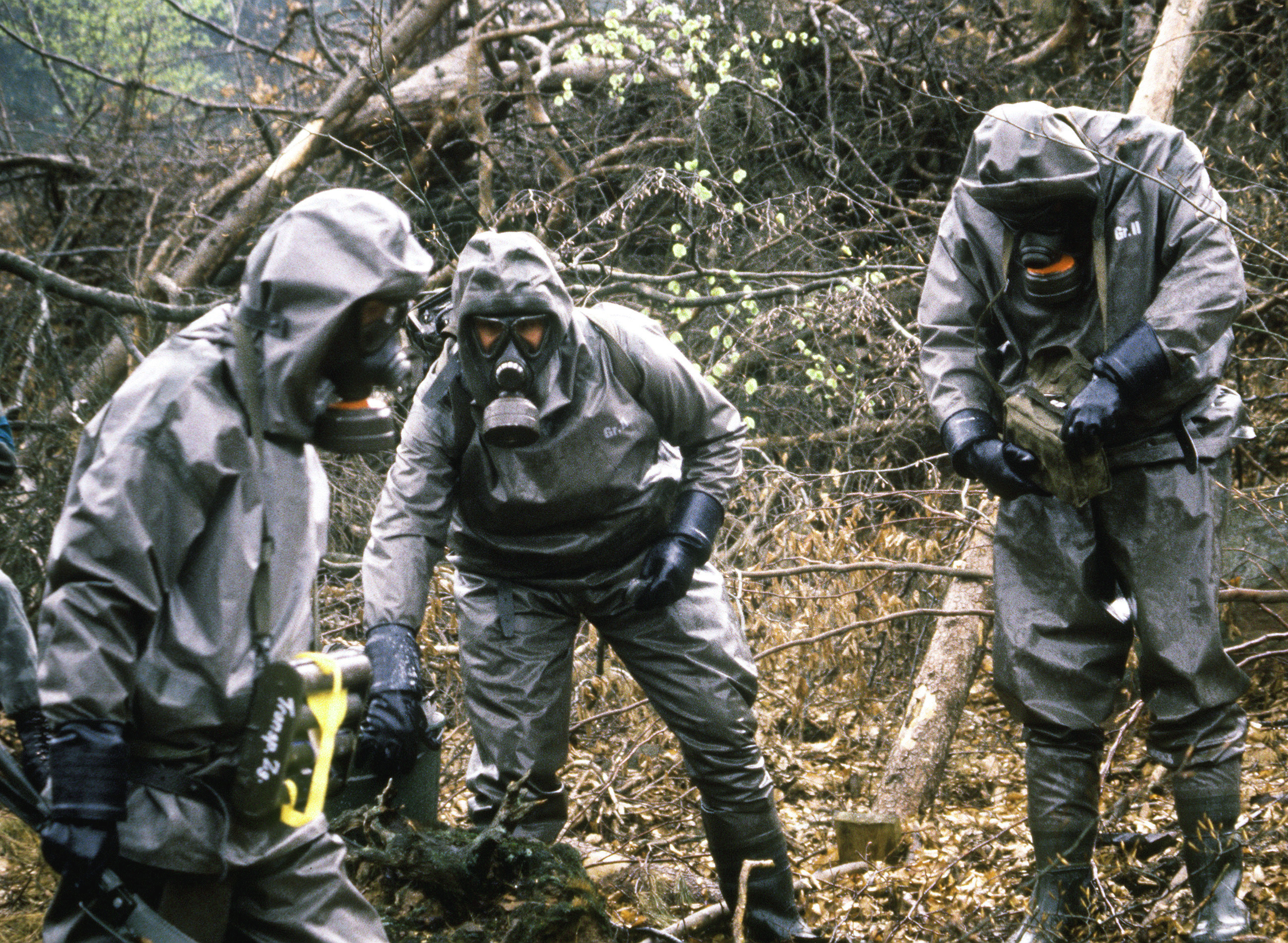
Soldaten eines Transportzuges mit ABC-Ausrüstung während eines Manövers im August 1990

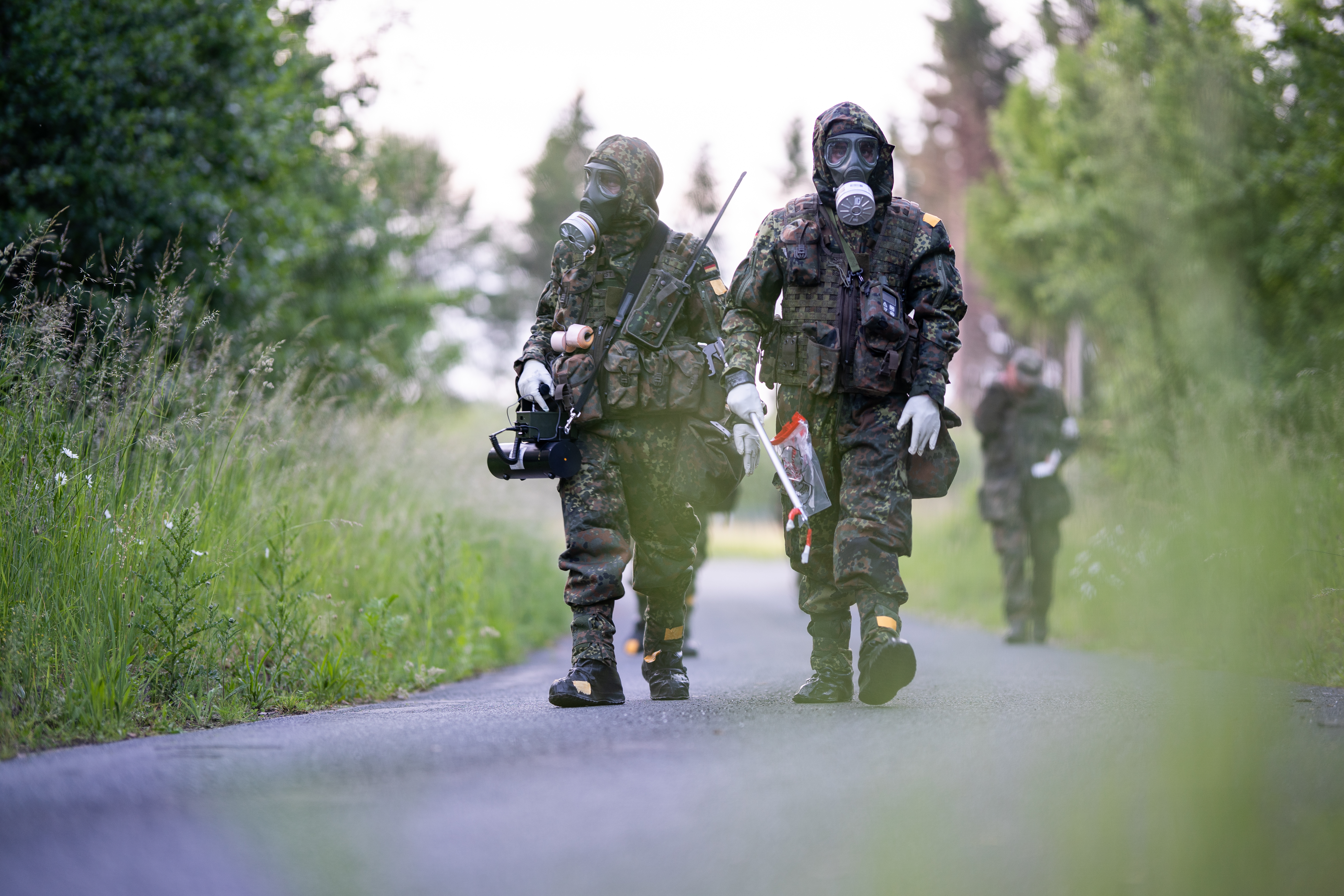
ABC-Abwehrsoldaten des ABC-Abwehrbataillons 7 klären während der Übung Thunder Mask 2021 Kampfstoffe auf.

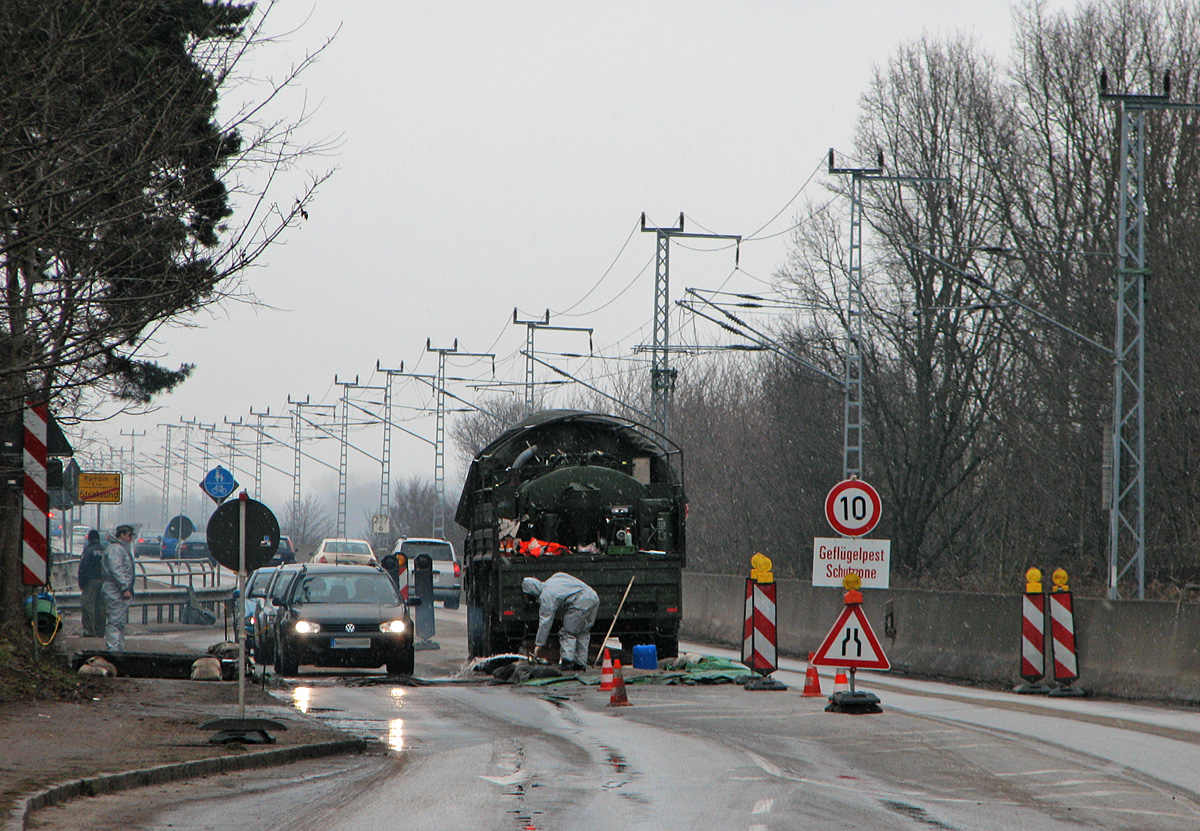
ABC-Abwehrtruppe hat auf dem Dänholm eine Schleuse am Rand einer Geflügelpest-Schutzzone eingerichtet

Die Aufgaben der Truppengattung ABC-Abwehrtruppe wurden in der Wehrmacht von der Nebeltruppe beziehungsweise Werfertruppe (Waffenfarbe bereits bordeauxrot) wahrgenommen. Deren Aufgaben waren neben dem Ausbringen von Nebel und chemischen Kampfstoffen das Gasspüren und die Geländedekontamination.
Bei Gründung der Bundeswehr wurden 1956 die ersten ABC-Abwehreinheiten und die Truppenschule aufgestellt, in der Aufstellungsphase noch unter der Truppengattungsbezeichnung „ABC-Abwehr und Chemietruppen“. Der Aufbau wurde maßgeblich vom Chemical Corps der US Army beeinflusst. Für die Aufstellung wurde zunächst auf amerikanisches Gerät und Organisationsvorbilder zurückgegriffen. Nur bei der Aufklärung und Dekontamination (Entgiftung) chemischer Kampfstoffe konnte auf Erfahrungen der Nebel- und Werfertruppe der Wehrmacht zurückgegriffen werden.
Im Kalten Krieg war die großräumige Vernebelung ungleich wichtiger als heute. Insbesondere die späteren ABC-Abwehrverbände der WHNS sollten in erster Linie die amerikanischen Atomwaffen auf dem Gebiet der Bundesrepublik durch großflächige Vernebelung tarnen. Zur Vernebelung wurde zunächst der amerikanische Nebelgenerator M2 eingeführt. Die ABC-Abwehrtruppe verfügt heute nicht mehr über Nebelgeneratoren. Dieser Auftrag wurde durch die Artillerietruppe und die Mörsertruppe mit Nebelgranaten und mit Nebelmitteln durch die Truppen selbst übernommen.
Ab 1960 wurden ABC-Abwehr Truppenteile fester Bestandteil aller Großverbände des Feldheeres. Jedes Korps erhielt ein ABC-Abwehrbataillon, die Divisionen jeweils eine ABC-Abwehrkompanie und jede Brigade ein ABC-Abwehrzug. Zunehmend wurde in Deutschland eigenes, in der NATO oft technologisch führendes Gerät entwickelt. Seit den 1980er Jahren ist der geländegängige LKW 7 t mit seiner Dekontaminationsausstattung im Einsatz. Mitte der 1980er Jahre wurde der Spürpanzer Fuchs in die Truppe eingeführt.
Mit den Auslandseinsätzen der Bundeswehr erhielten vor allem die Abwehr industrieller Gefahrstoffe sowie die Aufbereitung und der Transport von Wasser eine besondere Bedeutung. Darüber hinaus wurde in den Auslandseinsätzen vor allem auf die Fähigkeiten zur Brandbekämpfung, zur Feldlagerhygiene und zur Desinfektion von Material vor Rückführung in die Heimat zurückgegriffen. 2002 hatte die ABC-Abwehrtruppe rund 2.900 Dienstposten ausgewiesen.
Am 23. April 2013 wurde die ABC-Abwehrtruppe dem am gleichen Tag in Dienst gestellten ABC-Abwehrkommando unterstellt und wechselte somit zur Streitkräftebasis.
Am 4. April 2024 kündigte Bundesminister der Verteidigung Boris Pistorius an, dass die ABC-Abwehrtruppe zukünftig Teil des neuen Unterstützungsbereichs werden wird, in dem die Streitkräftebasis aufgeht.

### Bisherige Einsätze
Die Truppe verfügt über Spezialfähigkeiten, so dass sie oft für Auslands- und Katastropheneinsätze angefordert wird. Eine Auswahl:
- 1960: Agadir
- 1990: Deutschland, Clausen, Aktion Lindwurm: Abtransport amerikanischer Chemiewaffen
- 1999: Kosovo
- 2002: Kuwait, ABC-Schutzaufgaben im Zusammenhang mit dem Irakkrieg: Auftrag des ABC-Abwehrbataillons Kuwait war es, im Falle eines Angriffs mit Massenvernichtungswaffen die Streitkräfte der Koalitionspartner und die von Koalitionsstaaten zu unterstützen.
- 2006: Seuchenbekämpfung während der Vogelseuche, unter anderem auf Rügen
- 2014: Kurdisches Autonomiegebiet in Syrien, Operation Inherent Resolve: Bereitstellung von ABC-Abwehrkapazitäten zum Schutze des dortigen NATO-Truppenkontingentes
- 2020: Einsatz während der Covid-19-Pandemie. Unter anderem Herstellung von Desinfektionsmitteln.

## Ausbildung
Zentrale Ausbildungseinrichtung für die ABC-Abwehrkräfte aller Teilstreitkräfte und der militärischen Organisationsbereiche ist die Schule ABC-Abwehr und Gesetzliche Schutzaufgaben in Sonthofen. Sie ist auch für die Weiterentwicklung der Truppengattung verantwortlich. Gleichzeitig übt sie die Kräfte der Bundeswehr in Bezug auf den Umweltschutz sowie den Brandschutz. 

## Organisation

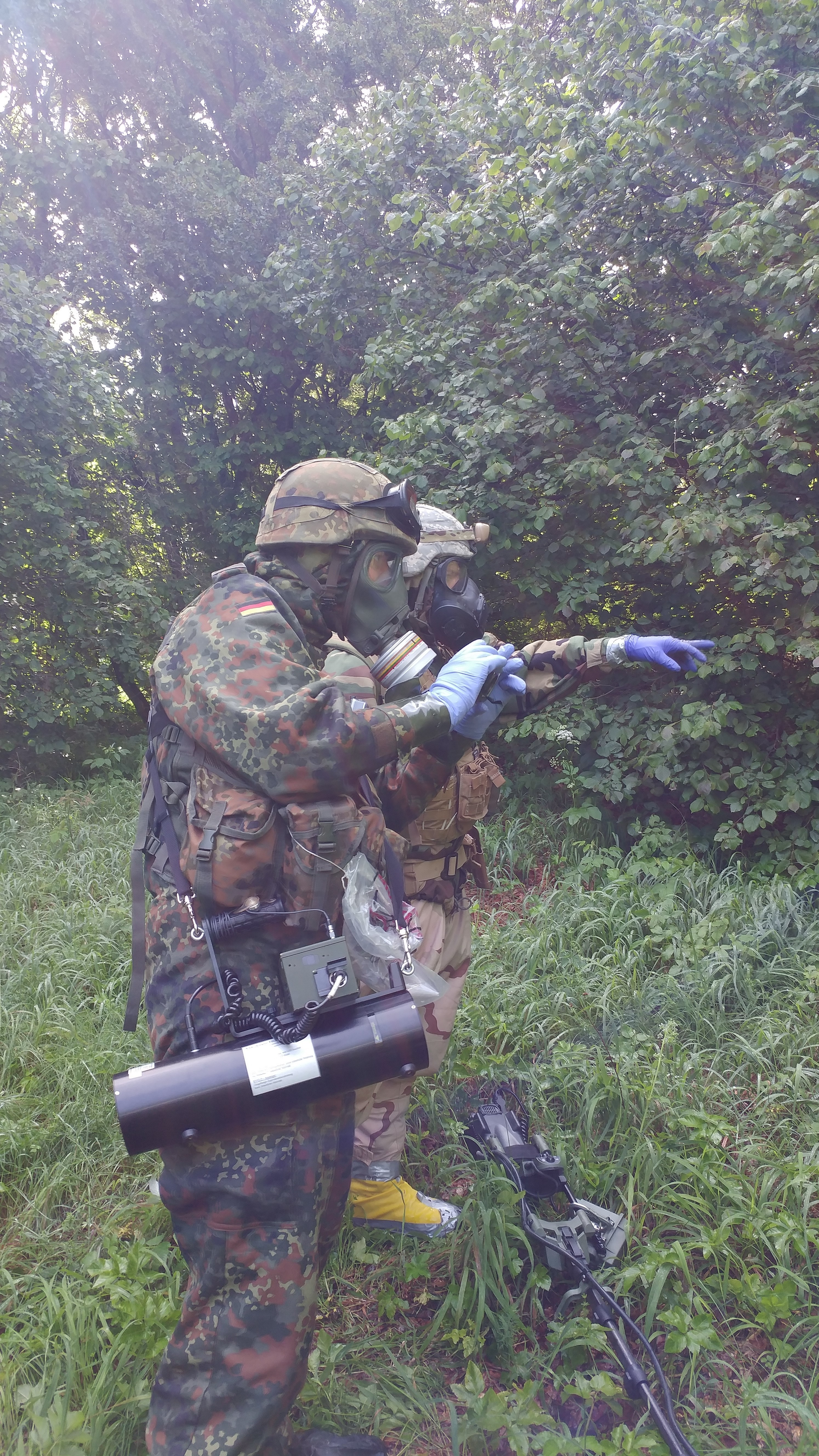
Bundeswehrsoldat (links) des ABC-Abwehrbataillons 750 im Juni 2016

### Einordnung
Die deutsche ABC-Abwehrtruppe bildet in der Streitkräftebasis der Bundeswehr eine eigene Truppengattung.
Alle Soldaten der Bundeswehr werden zur ABC-Abwehr und Selbstschutz aller Truppen ausgebildet.
Mit dem Aspekt des medizinischen ABC-Schutzes befassen sich unter anderem das Institut für Radiobiologie der Bundeswehr, das Institut für Mikrobiologie der Bundeswehr sowie das Institut für Pharmakologie und Toxikologie der Bundeswehr im Zentralen Sanitätsdienst der Bundeswehr. Für den technischen ABC-Schutz ist das Wehrwissenschaftliche Institut für Schutztechnologien – ABC-Schutz in Munster zuständig. Deren Erkenntnisse fließen in die Ausbildung der ABC-Abwehrkräfte ein.

### Aktive Truppenteile
Folgende Truppenteile bilden die aktive ABC-Abwehrtruppe:
|                            | Bezeichnung                                      | Ort        | Verband                               | Anmerkung                         |
| -------------------------- | ------------------------------------------------ | ---------- | ------------------------------------- | --------------------------------- |
| Internes Verbandsabzeichen | ABC-Abwehrkommando der Bundeswehr                | Bruchsal   | Unterstützungskommando der Bundeswehr | aufgestellt am 23. April 2013     |
| Internes Verbandsabzeichen | ABC-Abwehrregiment 1                             | Strausberg | ABC-Abwehrkommando der Bundeswehr     | Indienststellung am 6. April 2022 |
| Internes Verbandsabzeichen | ABC-Abwehrregiment 7                             | Höxter     | ABC-Abwehrkommando der Bundeswehr     |                                   |
| Internes Verbandsabzeichen | ABC-Abwehrregiment 750                           | Bruchsal   | ABC-Abwehrkommando der Bundeswehr     |                                   |
| Internes Verbandsabzeichen | Schule ABC-Abwehr und Gesetzliche Schutzaufgaben | Sonthofen  | ABC-Abwehrkommando der Bundeswehr     |                                   |

Die Bundeswehr besitzt aktuell ein ABC-Abwehrregiment sowie zwei ABC-Abwehrbataillone, die vom ABC-Abwehrkommando der Bundeswehr in Bruchsal geführt werden. Die ABC-Abwehrtruppe umfasst etwa 2.150 Dienstposten.

### Nicht aktive Truppenteile
Im ABC-Abwehrkommando der Bundeswehr sind – angelehnt an die jeweils im Standort aktiven Verbände – zwei nichtaktive ABC-Abwehrbataillone als Ergänzungstruppenteile ausgeplant. Sie verfügen über kein eigenes Großgerät.
|                            | Bezeichnung             | Ort      | Verband                           | Anmerkung                       |
| -------------------------- | ----------------------- | -------- | --------------------------------- | ------------------------------- |
| Internes Verbandsabzeichen | ABC-Abwehrbataillon 906 | Höxter   | ABC-Abwehrkommando der Bundeswehr | Coleur: ABC-Abwehrbataillon 7   |
| Internes Verbandsabzeichen | ABC-Abwehrbataillon 907 | Bruchsal | ABC-Abwehrkommando der Bundeswehr | Coleur: ABC-Abwehrbataillon 750 |

Beim ABC-Abwehrregiment und den beiden ABC-Abwehrbataillonen werden besondere Kräfte und Geräte für die Zivil-Militärische Zusammenarbeit vorgehalten. Mehrere ABC-Abwehrkompanien sind nichtaktive Ergänzungstruppenteile, die an Couleurtruppenteile angelehnt sind und bei Alarmierung auf jeweils 150 Reservisten aufwachsen können. Sie verfügen über kein eigenes Großgerät.
|                            | Bezeichnung                         | Ort        | Verband                           | Anmerkung                                                                       |
| -------------------------- | ----------------------------------- | ---------- | --------------------------------- | ------------------------------------------------------------------------------- |
| Internes Verbandsabzeichen | ?. Kompanien/ABC-Abwehrregiment 1   | Strausberg | ABC-Abwehrkommando der Bundeswehr | Couleur: ABC-Abwehrregiment 1; bei Indienststellung zwei, später vier Kompanien |
| Internes Verbandsabzeichen | 6. Kompanie/ABC-Abwehrbataillon 7   | Höxter     | ABC-Abwehrkommando der Bundeswehr | Couleur: ABC-Abwehrbataillon 7 (vormals ABC-Abwehrkompanie 954)                 |
| Internes Verbandsabzeichen | 6. Kompanie/ABC-Abwehrbataillon 750 | Bruchsal   | ABC-Abwehrkommando der Bundeswehr | Couleur: ABC-Abwehrbataillon 750 (vormals ABC-Abwehrkompanie 10)                |

## Ausrüstung

### Technisches Gerät

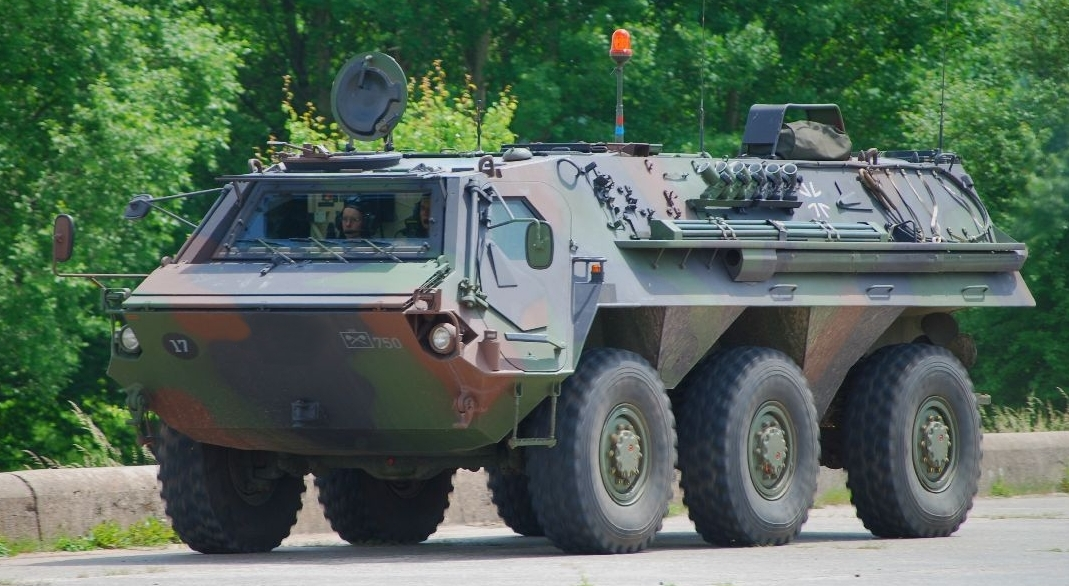
Spürpanzer Fuchs des ehemaligen ABC-Abwehrregiments 750

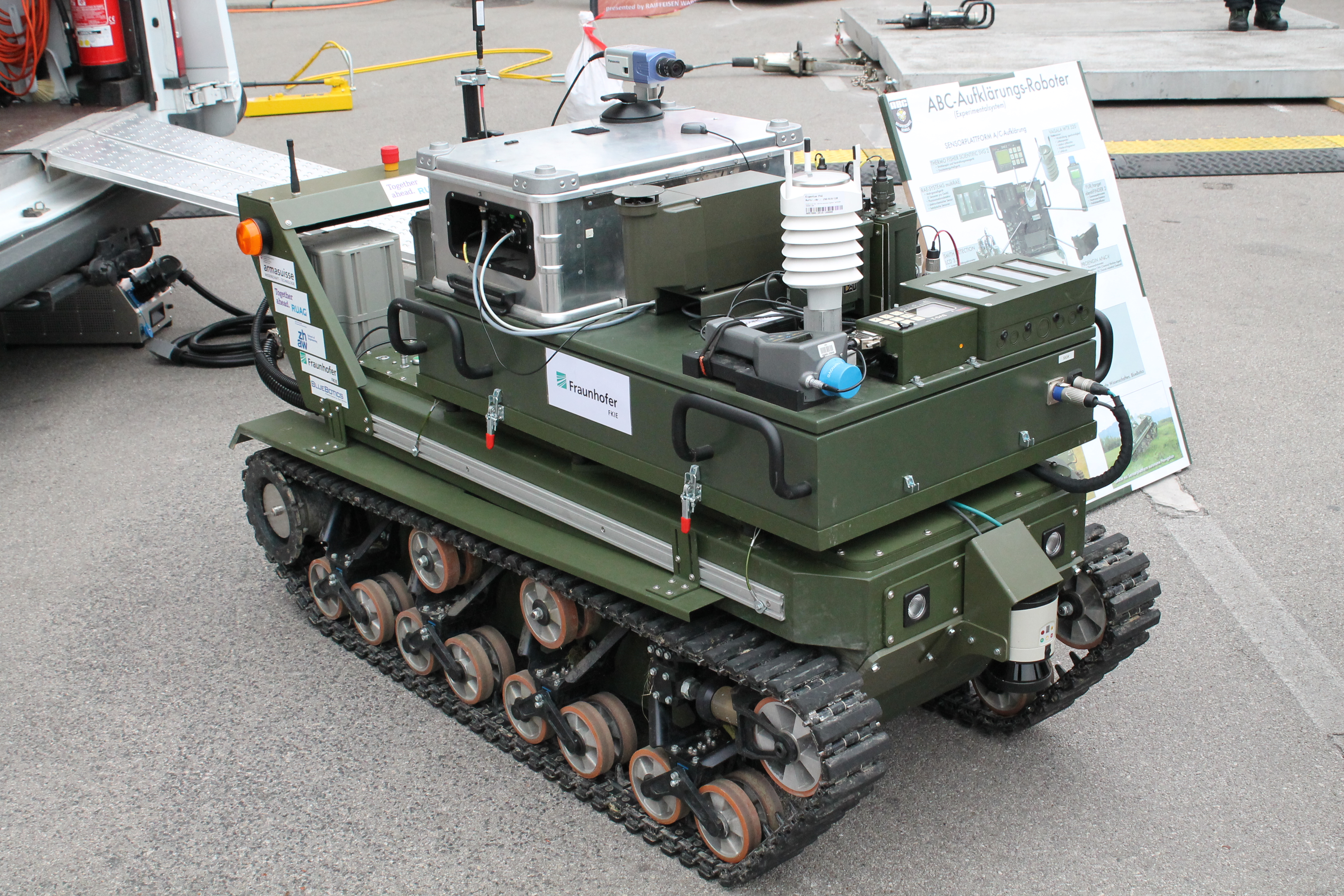
Experimental-Studie eines AC-Aufklärungs-Roboters (AC-Sensor-Nutzlast als Wechselladung auf Roboter 'Garm')

- LDS: Leichte Dekontausstattungen, luftverlegbar. Diese Systeme sind der DLO zugeordnet und bei den leABCAwKp aufgestellt. Es handelt sich um vier verschiedene Module, die mit dem CH-53 luftverlegbar sind:[9]

- LDS/P: Leichte DekonAusstattg, Personal;
- LDS/M: Leichte DekonAusstattg, Material;
- LDS/S: Leichte DekonAusstattg, Sondergerät und
- LDS/I: Leichte DekonAusstattg, Infrastruktur

- TEP 90: Truppen-Entstrahlungs-Entseuchungs-Entwesungs-Entgiftungs-Platz. Bestehend aus einem geschützten 8*8-Trägerfahrzeug der neuen Generation, auf dem vier Module zur Dekontamination von Großgerät, Bekleidung und Ausrüstung, (empfindlichem) Sondergerät und Personen verlastet sind. Auslaufend in der Nutzung ist stellenweise noch der TEP 70, bestehend aus einem Daimler-Benz 5-Tonner mit einem Wasserfassungsvermögen von 1.500 Litern und im Vergleich zum TEP 90 deutlich höheren Personalaufwand bei wesentlich geringerer Leistung.
- HEP 70: Haupt-Entstrahlungs-Entseuchungs-Entwesungs-Entgiftungs-Platz. Besteht aus unter anderem einem LKW (7 t, geländegängig) („E-Kfz“) mit einem Wasserfassungsvermögen von 3.000 Litern zum Ausbringen wässriger Dekontlösungen oder der Entgiftungs-Emulsion.
- Spürpanzer Fuchs

### Uniform
Die Waffenfarbe der ABC-Abwehrtruppe, gezeigt beispielsweise als Farbe der Litzen und Kragenspiegel, ist Bordeauxrot. Die Farbe des Baretts ist korallenrot. Das Barettabzeichen zeigt vom Eichenkranz eingefasste gekreuzte Retorten und Eichenblatt. ABC-Abwehrsoldaten aus dem Uniformträgerbereich der Luftwaffe und Marine tragen die Uniformen ihrer Teilstreitkraft. 

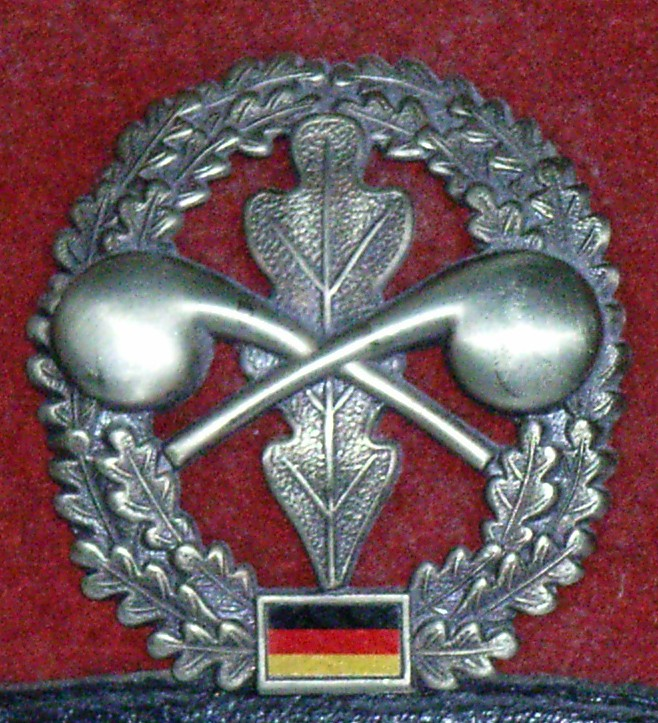
Barettfarbe und -abzeichen
Kragenspiegel
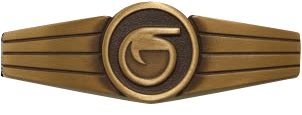
Tätigkeitsabzeichen

### Militärisches Symbol (früher: Taktisches Zeichen)
Das militärische Symbol der ABC-Abwehrtruppe zeigt der NATO-Konvention folgend zwei gekreuzte stilisierte Retorten.

Militärisches Symbol (Grundzeichen) der NATO-ABC-Abwehr

## Dienstgradbezeichnungen
Niedrigster Dienstgrad in den Truppenteilen der ABC-Abwehrtruppe und weiterer Truppengattungen ist der Schütze. Er entspricht dem Dienstgrad Jäger, Funker, Panzergrenadier usw. (→ vgl. hier) anderer Truppengattungen. Die übrigen Dienstgrade entsprechen den allgemeinen Dienstgraden der Bundeswehr.
| Mannschaftsdienstgrad |         |                    |
| Niedrigerer Dienstgrad |         | Höherer Dienstgrad |
| - | Schütze | Gefreiter          |
| Dienstgradgruppe: Mannschaften – Unteroffiziere o.P. – Unteroffiziere m.P. – Leutnante – Hauptleute – Stabsoffiziere – Generale |         |                    |

## Trivia
Der „Schlachtruf“ der ABC-Abwehrtruppe lautet: „Nebel – Ahoi“.